# 林逸
林逸（1932年7月—2020年6月4日），江苏兴化人，中华人民共和国学者、政治人物，福州大学教授，曾任中国民主促进会中央委员会常务委员，福建省委员会主任委员，福建省政协副主席。

## 生平
1959年毕业于清华大学工程力学研究班。后历任福州大学机械工程系讲师、副教授、教授。1987年加入中国民主促进会。
2020年6月4日6时52分，林逸在福州逝世，享年88岁。